# Thagria lewisi
Thagria lewisi är en insektsart som beskrevs av Nielson 1977. Thagria lewisi ingår i släktet Thagria och familjen dvärgstritar. Inga underarter finns listade i Catalogue of Life.